# Cheilotrichia (Empeda) stygia
Cheilotrichia (Empeda) stygia is een tweevleugelige uit de familie steltmuggen (Limoniidae). De soort komt voor in het Neotropisch gebied.